# 92 Oddział Pograniczny NKWD
92 Oddział Pograniczny NKWD (inaczej 92 Oddział Wojsk Pogranicznych NKWD) – radziecka jednostka Wojsk Pogranicznych NKWD, ochraniająca w latach 1939–1941 granicę radziecko-niemiecką na odcinku Miłków-Bachów (130 km).

## Struktura Oddziału
Dowódcą oddziału był ppłk Jakow I. Tarutin, szefem sztabu kpt. Jakow I. Agejczyk,
komisarzem batalionowym Grigorij W. Utkin. Siedzibą dowództwa była początkowo Medyka, a potem Przemyśl.
Oddział dzielił się na 5 komendantur granicznych:
- Nr.1 Sieniawa - 1 strażnica rezerwowa, 1, 2, 3, 4 strażnica graniczna
- Nr.2 Wysocko (kpt. Borynin) – 2 strażnica rezerwowa, 5, 6, 7, 8 strażnica graniczna
- Nr.3 Stubno - 3 strażnica rezerwowa, 9, 10, 11, 12 strażnica graniczna
- Nr.4 Przemyśl - 4 strażnica rezerwowa, 13, 14, 15, 16 strażnica graniczna
- Nr.5 Piątkowa (st. lejt. Własow) – 5 strażnica rezerwowa, 17, 18, 19, 20, 21 strażnica graniczna
- grupa manewrowa Przemyśl (st. lejt. Poliwoda) – 1, 2, 3 strażnica manewrowa
- kompania łączności - Przemyśl
- kompania samochodowa - Przemyśl
- szkoła młodszych podoficerów - Wysocko

Ogółem 92 oddział pograniczny był odpowiedzialny za odcinek granicy ciągnący się wzdłuż Sanu na długości 115 km. Podlegała mu m.in. baza wojsk pogranicznych NKWD w Birczy.
Ogółem oddziałowi podlegało 21 strażnic. 92 Oddział należał do Okręgu Ukraińskiego Wojsk Pogranicznych NKWD, w którego skład wchodziły oprócz niego oddziały: 20, 22, 90, 91, 93, 94, 95, 97, 98.
Pełna obsada strażnicy wynosiła 50-80 żołnierzy. Ich uzbrojenie to karabiny Mosin wz. 91/30 lub SWT wz. 38 lub 40. Oficerowie uzbrojeni byli w rewolwery Nagant. Oprócz tego każda strażnica była wyposażona w 1-2 rkm Diegtariew wz. 28 i 1-2 ckm Maxim wz. 10/30.
Na siedzibę strażnicy wybierano najczęściej najlepsze budynki w miejscowości, jak np. dwory, plebanie, szkoły.

## Literatura
- Боевой путь советских пограничных войск. М. 1967
- T. Bereza, P. Chmielowiec, J. Grechuta - "W cieniu Linii Mołotowa", Rzeszów 2002, ISBN 83-89078-17-1